# Arriens Glacier
Arriens Glacier är en glaciär i Antarktis. Den ligger i Östantarktis. Australien gör anspråk på området. Arriens Glacier ligger 1 101 meter över havet.
Terrängen runt Arriens Glacier är varierad. Trakten är obefolkad. Det finns inga samhällen i närheten.